# Adrian Zach
Adrian Lambert Zach (14. září 1845 Stálky – 4. dubna 1916 Geras) byl rakouský římskokatolický duchovní a politik německé národnosti z Dolních Rakous, na počátku 20. století poslanec Říšské rady.
Na přelomu 19. a 20. století patřil mezi nejpopulárnější dolnorakouské osobnosti.

## Životopis
Narodil se ve Stálkách do rolnické rodiny, vystudoval státní gymnázium ve Znojmě a v roce 1866 se po vypuknutí Prusko-rakouské války dobrovolně přihlásil k vojenské službě (Jägerunterofficier). Po válce se věnoval studiu teologie. V roce 1873 byl vysvěcen na kněze a ve stejném roce proběhla jeho investitura v premonstrátském klášteře v Gerasu. Dne 24. září 1889 byl Adrian Zach, tehdejší farář v dolnorakouské obci Kirchberg an der Wild, jednomyslně zvolen opatem premonstrátského kláštera, v jehož čele sloužil 27 letech. V roce 1900 byl císařem Františkem Josefem I. vyznamenán komturským křížem Řádu Františka Josefa (Comthurkreuz des Franz Josef-Ordens).
Dlouhodobě působil jako předseda okresní chudinské rady a člen okresní i zemské školské rady. Byl také místopředsedou okresní zemědělské společnosti v Hornu. Působil i jako poslanec Říšské rady, kam usedl po volbách do Říšské rady roku 1907, konaných poprvé podle všeobecného a rovného volebního práva. Byl zvolen za obvod Dolní Rakousy 58. Po volbách roku 1907 byl uváděn coby člen klubu Křesťansko-sociální sjednocení. V Říšské radě zastupoval zemský okres Waidhofen an der Thaya.
Dolnorakouské obce Drosendorf, Altstadt-Drofendorf, Frohnsberg, Geras, Oberhöflein, Kottaun, Langau, Thumriß, Weitersfeld, Heufurth, Pleißing, Waschbach, Goggitsch a moravský Fratting / Vratěnín jej vyznamenaly čestným občanstvím.
Zemřel 4. dubna 1916 v Gerasu ve věku 70 let.